# Generaal-overste
De generaal-overste staat aan het hoofd van een kloosterorde of een congregatie. In sommige orden wordt men voor het leven in deze functie gekozen, in andere orden voor een bepaalde periode.
De naam van het hoofd van een orde of congregatie verschilt naargelang van de specifieke orde:
- abt-generaal: norbertijnen;
- abt-primaat: Benedictijner Confederatie;
- generaal-abt of vader-generaal: trappisten;[1][2]
- generaal-overste: assumptionisten, redemptoristen, jezuïeten, Servi Jesu et Mariae, Broeders van Liefde, franciscanen, kruisheren;[3]
- algemeen overste of superior-generaal: Fraters van Tilburg;
- magister-generaal: dominicanen;
- minister-generaal: kapucijnen;
- prior-generaal: augustijnen.

Drie generaal-oversten maken deel uit van het bestuur van de dicasterie voor Instituten van Gewijd Leven en voor Gemeenschappen van Apostolisch Leven.
De toevoeging generaal slaat op het generalaat van orden en congregaties, het centrale bestuur. Veel generalaten zijn te Rome gevestigd. De terminologie voor deze functie uit het kloosterwezen is vergelijkbaar met wat bij andere organisaties en het bedrijfsleven gebruikelijk is zoals directeur-generaal en secretaris-generaal (algemeen secretaris).